# Theatre of Tragedy (album)
Pour l’article homonyme, voir Theatre of Tragedy.
Albums de Theatre of Tragedy
Theatre of Tragedy (Demo)
(1994) Velvet Darkness They Fear
(1996)
Theatre of Tragedy est le premier album studio du groupe de metal gothique norvégien Theatre of Tragedy. L'album a été publié aux Etats-Unis par Century Media Records en 1998. 

## Pistes
Toute la musique est composée par Theatre of Tragedy, excepté "...A Distance There Is..."  dont les paroles ont été écrites par Rohonyi et Liv Kristine. La musique a été composée par Kristine et Lorentz Aspen.
| 1.    | A Hamlet for a Slothful Vassal    | 4:05 |
| 2.    | Cheerful Dirge                    | 5:02 |
| 3.    | To These Words I Beheld No Tongue | 5:06 |
| 4.    | Hollow-Heartèd, Heart-Departèd    | 4:57 |
| 5.    | ...A Distance There Is...         | 8:51 |
| 6.    | Sweet Art Thou                    | 4:00 |
| 7.    | Mïre                              | 4:07 |
| 8.    | Dying - I Only Feel Apathy        | 5:07 |
| 9.    | Monotonë                          | 3:10 |
| 44:25 |                                   |      |

## Membres

### Theatre of Tragedy
- Raymond I. Rohonyi - voix, paroles
- Liv Kristine - chant
- Pål Bjåstad - guitare
- Tommy Lindal - guitare
- Eirik T. Saltrø - guitare basse
- Lorentz Aspen- claviers
- Hein Frode Hansen - batterie

### Musiciens invités
- Anders Måreby - violoncelle sur les pistes 4 et 5

### Production
- Dan Swanö - ingénierie, mixage avec Theatre of Tragedy